# Alena Vašková
Alena Vašková, verheiratet Alena Neštická (* 8. November 1975 in Rožnov pod Radhoštěm, Tschechoslowakei) ist eine ehemalige tschechische Tennisspielerin.

## Karriere
Vašková, die am liebsten auf Sandplätzen spielte, begann im Alter von sieben Jahren mit dem Tennis.
Sie gewann während ihrer Karriere sechs Einzel- und sieben Doppeltitel des ITF Women’s Circuits. Auf der WTA Tour sah man sie erstmals im Hauptfeld bei den Styrian Open 1995 im Einzel und Doppel und sie erreichte mit dem Challenge Bell 2001 ein WTA-Finale während ihrer Laufbahn.
Sie spielte 2001 für die tschechische Fed-Cup-Mannschaft zwei Partien im Doppel, die sie beide verlor.
Beim Lintorfer TC spielte sie 2004 erstmals in der 1. Tennis-Bundesliga. In den Jahren 2012 und 2013 war sie beim TC Amberg am Schanzl in der 2. Liga und stieg 2013 mit dem Verein in die 1. Liga auf, zu deren Team sie auch 2014 gehörte.

## Turniersiege

### Einzel
| Nr. | Datum             | Turnier   | Kategorie   | Belag           | Finalgegnerin      | Ergebnis      |
| --- | ----------------- | --------- | ----------- | --------------- | ------------------ | ------------- |
| 1.  | 22. November 1998 | Biel      | ITF $10.000 | Teppich (Halle) | Zuzana Ondrášková  | 6:3, 6:1      |
| 2.  | 20. Dezember 1998 | Průhonice | ITF $25.000 | Teppich (Halle) | Anca Barna         | 6:4, 6:3      |
| 3.  | 23. Juli 2000     | Puchheim  | ITF $25.000 | Sand            | Vanessa Paffrath   | 6:1, 6:1      |
| 4.  | 3. September 2000 | Pilsen    | ITF $25.000 | Sand            | Adrienn Hegedűs    | 5:4, 4:0, 4:1 |
| 5.  | 1. Oktober 2000   | Verona    | ITF $25.000 | Sand            | Michaela Paštiková | 6:3, 6:0      |
| 6.  | 13. Juli 2003     | Darmstadt | ITF $25.000 | Sand            | Lydia Steinbach    | 6:3, 6:1      |

### Doppel
| Nr. | Datum             | Turnier       | Kategorie   | Belag             | Partnerin        | Finalgegnerinnen                      | Ergebnis           |
| --- | ----------------- | ------------- | ----------- | ----------------- | ---------------- | ------------------------------------- | ------------------ |
| 1.  | 13. Juli 1996     | Puchheim      | ITF $25.000 | Sand              | Eva Martincová   | Sabine Haas Pavlína Rajzlová          | 6:2, 5:7, 6:1      |
| 2.  | 17. August 1996   | Wahlscheid    | ITF $25.000 | Sand              | Jana Pospíšilová | Michaela Paštiková Jitka Schönfeldová | 6:71, 6:3, 6:3     |
| 3.  | 23. November 1996 | Nuriootpa     | ITF $25.000 | Hartplatz         | Eva Martincová   | Rachel McQuillan Kirrily Sharpe       | 6:3, 6:4           |
| 4.  | 6. September 1997 | Olsztyn       | ITF $10.000 | Sand              | Jana Ondrouchová | Renata Kučerová Dominika Olszewska    | 6:2, 6:3           |
| 5.  | 18. Oktober 1997  | Saint-Raphaël | ITF $10.000 | Hartplatz (Halle) | Hana Šromová     | Susi Lohrmann Kerstin Marent          | 6:3, 6:3           |
| 6.  | 14. November 1998 | Bossonnens    | ITF $10.000 | Teppich (Halle)   | Zuzana Hejdová   | Dája Bedáňová Zuzana Ondrášková       | 6:4, 7:65          |
| 7.  | 7. Oktober 2000   | Makarska      | ITF $25.000 | Sand              | Eva Martincová   | Maja Matevžič Maja Palaveršić         | 4:2, 4:2, 2:4, 4:2 |

## Abschneiden bei Grand-Slam-Turnieren

### Einzel
| Turnier         | 2000 | 2001 | 2002 | 2003 | 2004 | Karriere |
| --------------- | ---- | ---- | ---- | ---- | ---- | -------- |
| Australian Open | Q1   | Q1   | —    | Q3   | —    | —        |
| French Open     | —    | —    | —    | Q1   | —    | —        |
| Wimbledon       | —    | —    | —    | Q3   | Q1   | —        |
| US Open         | 1    | —    | —    | 1    | —    | 1        |

Zeichenerklärung: S = Turniersieg; F, HF, VF, AF = Einzug ins Finale / Halbfinale / Viertelfinale / Achtelfinale; 1, 2, 3 = Ausscheiden in der 1. / 2. / 3. Hauptrunde; Q1, Q2, Q3 = Ausscheiden in der 1. / 2. / 3. Runde der Qualifikation; n. a. = nicht ausgetragen